# ガングラティ
北欧神話におけるガングラティ（古ノルド語: Ganglati）とは、北欧の黄泉の国にあるヘルの住居エーリューズニルにいる、ヘルの下男である。彼はまた、ヘルの召使い（下女）ガングレトのパートナーである。彼の名前は『スノッリのエッダ』第一部『ギュルヴィたぶらかし』第34章に見られる。